# 6790 Пінгвін
6790 Пінгвін (6790 Pingouin) — астероїд головного поясу, відкритий 28 вересня 1991 року.
Тіссеранів параметр щодо Юпітера — 3,510.